# Martinus Reeder
Martinus Fraciscus Reeder (Den Haag, 28 oktober 1802 - Baarn, 27 februari 1879) was een Nederlands schilder en tekenleraar.
Martinus werd geboren als zoon van Martinus Johannes Reeder en Catharina Josepha Francisca Spets. In 1817 vestigde hij zich in Baarn. In 1827 huwde hij Sara Adriana Petersen Nobbe, met wie hij zes kinderen kreeg. Naast tekenmeester was Reeder raadslid.
Zijn eerste leermeester was Cornelis van Cuylenburg, later kreeg hij les van historieschilder Jan Willem Pieneman. Reeder schilderde stillevens met vruchten of bloemen, genrevoorstellingen en interieurs. Op de Haagse tentoonstelling van 1841 was van hem een vruchtstuk aanwezig. Hij werd begraven op de Oude Begraafplaats aan de Berkenweg in Baarn.

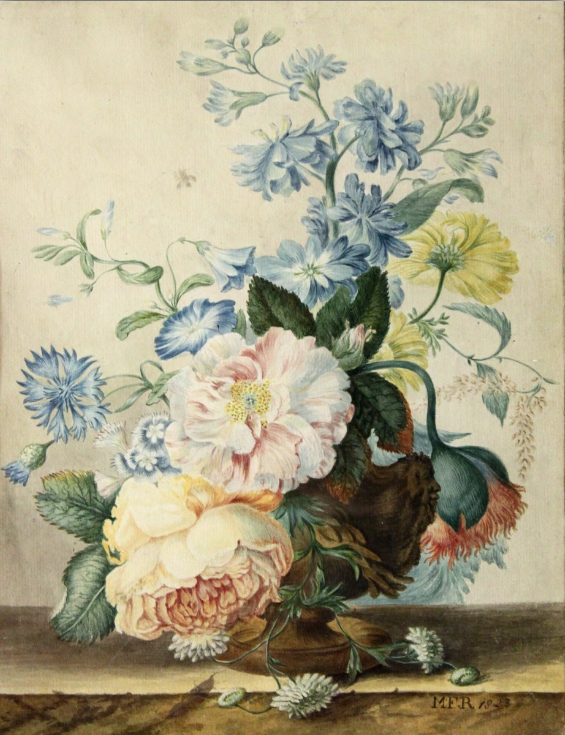
Bloemstilleven
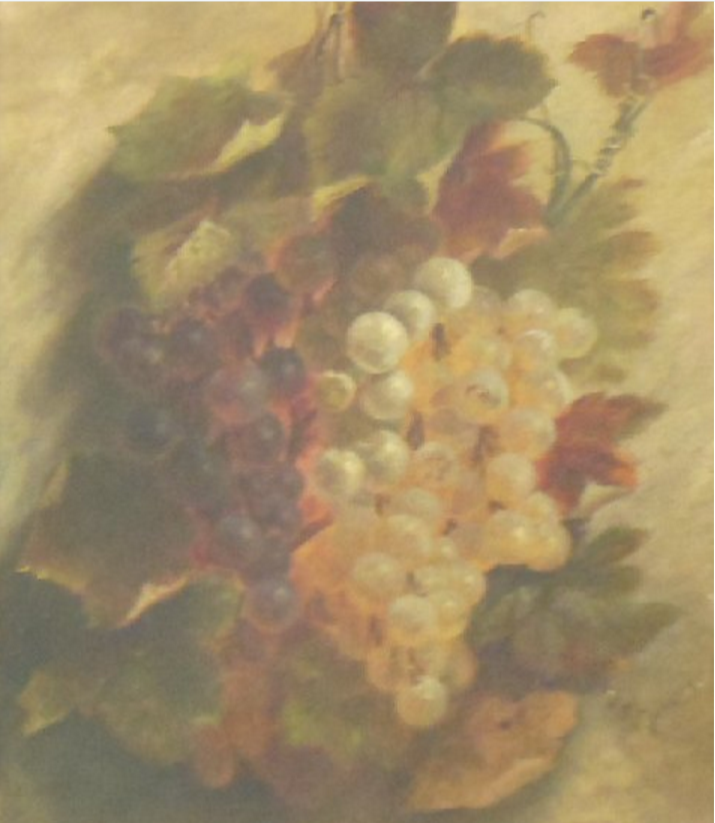
Vruchtstilleven
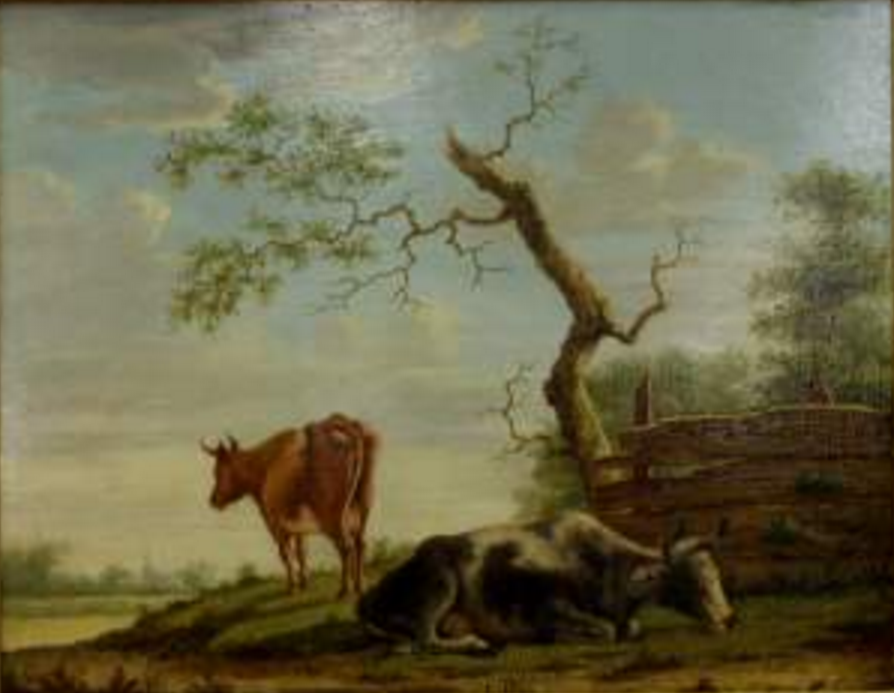
Koeien in weide aan de dorpsrand